# Colman’s

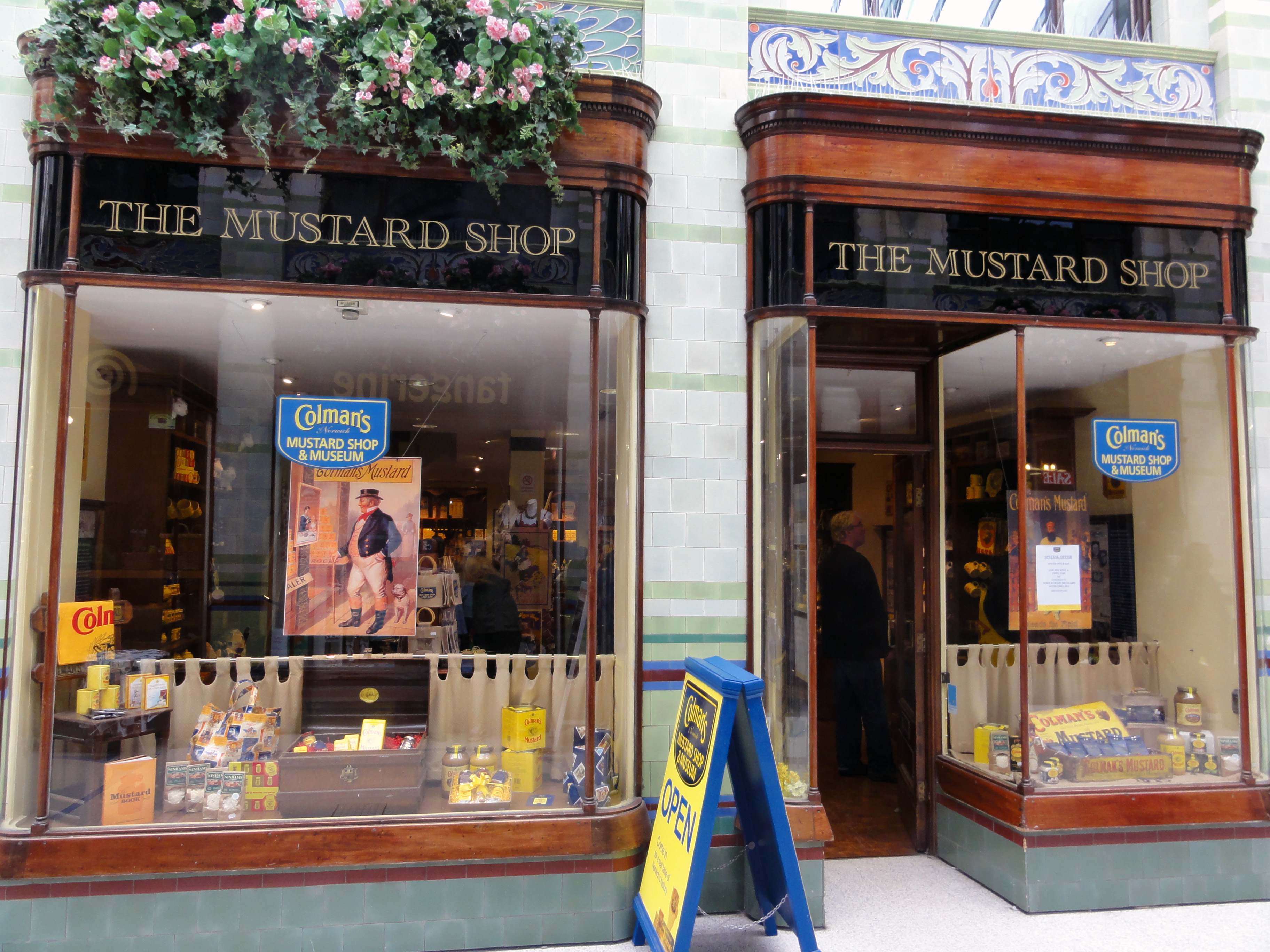
Colman’s Shop

Colman’s ist ein englischer Senf- und Saucenhersteller aus Norwich, Norfolk.

## Geschichte
Jeremiah Colman gründete 1814 Colman’s of Norwich im Süden von Norwich. 1823 kam der adoptierte Neffe in das Unternehmen, das zu J. & J. Colman umbenannt wurde. 1951 übernahm Jeremiah James Colman das Unternehmen und baute es aus. Im Jahr 1909 arbeiteten bei Colmans 2.300 Arbeiter. 1995 wurde Colman's von Unilever aufgekauft und in den Konzern integriert. Anfang 2018 kündigte Unilever an, den englischen Standort zu schließen und die Produktion zu verlagern.